# Get It Right
Get It Right – album muzyczny Arethy Franklin z 1983 roku wydany przez Arista Records.

## Lista utworów
1. Get It Right
2. Pretender
3. Every Girl (Wants My Guy) (#7R&B)
4. When You Love Me Like That
5. I Wish It Would Rain
6. Better Friends Than Lovers
7. I Got Your Love
8. Giving In